# Katsumi Tezuka
Katsumi Tezuka (jap. 手塚 勝巳 Tezuka  Katsumi; ur. 31 sierpnia 1912, data śmierci nieznana) – japoński aktor. Znany jest najbardziej z wcielania się w postacie potworów w kilku filmach kaijū z serii Godzilla w reżyserii Ishirō Hondy.

## Życiorys
Przed II wojną światową należał do baseballowej drużyny Daitōkyō-gun (jap. 大東京軍 tłum. drużyna Wielkiego Tokio) (obecnie Shochiku Robins). Po wojnie został zatrudniony jako kaskader w wytwórni Tōhō, a następnie wybrany do tytułowej roli w filmie Godzilla, ale poddał się po przejściu około 3 metrów z powodu masy kostiumu ważącego ponad 150 kg. Odpowiadający za efekty specjalne Eiji Tsuburaya zastąpił go młodszym Haruo Nakajimą, który przeszedł w kostiumie około 10 metrów. Producenci filmu postanowili w końcu, że obaj aktorzy będą na przemian odgrywać tę rolę. Tezuka odegrał rolę Godzilli w scenach niszczenia budynku japońskiego Zgromadzenia Narodowego.
W kolejnym filmie z serii, Godzilla kontratakuje, wcielił się w postać potwora Anguirusa, przeciwnika Godzilli. Później grał wiele ról potworów, wspomagając zastępstwami Nakajimę. Kiedy grał rolę Varana w produkcji Daikaijū Baran (1958) skrzynka zasilania oświetlenia wpadła do wody podczas strzelania do basenu, w konsekwencji czego doznał porażenia prądem.
Po drugiej połowie lat 60. dalsze losy aktora nie są znane.

## Filmografia
- 1953: Orzeł Pacyfiku – członek sił lotniczych
- 1954: Godzilla – Godzilla / redaktor Yamada
- 1955:
  - Fumetsu no nekkyū – sędzia
  - Godzilla kontratakuje – Anguirus
  - Meoto zenzai
- 1956:
  - Bunt na pełnym morzu – sterowniczy
  - Rodan – ptak śmierci – Meganulon / menadżer hotelu
- 1957:
  - Ōban
  - Tajemniczy przybysze – Moguera / jeden z Mysterian / wieśniak
  - Kyōfu no dankon – gość
- 1958:
  - Daikaijū Baran – Varan
  - Bijo to Ekitainingen – kapitan łodzi rybackiej
- 1959:
  - Czas bogów
  - Bitwa w kosmosie – wiceadmirał / jeden z Natarlów
- 1960: Burza nad Pacyfikiem – drużba
- 1961:
  - Opowieść z zamku w Osace – Shuma Ono[7]
  - Mothra – larwa Mothry / fotoreporter
- 1962:
  - Yōsei Gorasu – Maguma
  - King Kong kontra Godzilla – Godzilla
- 1963:
  - Skrzydła Pacyfiku
  - Atak ludzi grzybów – lekarz w centrum medycznym
  - Atragon – oficer Japońskich Sił Samoobrony / złoczyńca z Imperium Mu
  - Chintaoyōsaibakugekimeirei – członek floty
- 1964:
  - Mothra kontra Godzilla – Godzilla
  - Ghidorah – Trójgłowy potwór – Godzilla
- 1965:
  - Taiheiyō kiseki no sakusen Kisuka – kapitan Akimo
  - Kemomichi – Fukami
- 1966:
  - Hikinige
  - Kurējīda yo kisōtengai – członek partii rządzącej
- 1967:
  - Shachō sen ichiya – dyrektor wykonawczy #2
  - Zoku shachō sen ichiya – przedsiębiorca turystyczny #2